# Vivian Girls
Vivian Girls est un groupe de rock américain, originaire de Brooklyn, à New York. Il publie un premier album, Vivian Girls en 2008, suivi un an plus tard par Everything Goes Wrong et par Share the Joy en 2011. En 2014, le groupe se sépare. En 2019 il se reforme et publie Memory

## Biographie
Le groupe Vivian Girls est formé en 2007 par Cassie Ramone et Kickball Katy (Katy Goodman), accompagnées par Frankie Rose à la batterie. En mars 2008 leur premier single Wild Eyes est édité par le label Plays with Dolls. Il est suivi en mai de leur premier album, Vivian Girls, enregistré durant la même session et édité en tirage limité sur disque vinyle par le label Mauled by Tigers. Épuisé en quelques semaines, il est réédité au format CD par In the Red, un label indépendant de Los Angeles,. Le disque figure dans la sélection des cinquante meilleurs albums de l'année établie par le magazine Pitchfork. Frankie Rose rejoint Dum Dum Girls durant l'été 2008. Ali Koehler, qui avait joué dans plusieurs groupes avec Katy Goodman avant la formation de Vivian Girls, est recrutée pour la remplacer à la batterie.
En septembre 2009, In the Red édite leur second album, Everything Goes Wrong. Vivian Girl donne plus de 250 concerts durant l'année 2009, le groupe se produit aux États-Unis, notamment lors des festivals Coachella et South by Southwest, ainsi qu'en Europe, au Japon et en Australie. Au début de l'année 2010, le trio édite le single My Love Will Follow Me sur son propre label Wild World avant de repartir plusieurs mois en tournée en Grande Bretagne et aux États-Unis.
En 2010, Ali Khoeler quitte le groupe pour rejoindre Best Coast en qualité de batteur. Fiona Campbell du groupe Coasting la remplace. En parallèle, Katy Goodman et Cassie Ramone enchaînent les projets parallèles. La première s'associe avec Gregg Foreman de Cat Power pour former All Saints Day. Un EP naît de cette collaboration. Elle enregistre aussi un album éponyme sous le nom de La Sera, paru en février 2011, suivi de Sees the Light un an plus tard. Cassie Ramone s'associe quant à elle à Kevin Morby, le bassiste de Woods, pour former le groupe The Babies. Après la parution de deux 7", ils sortent un album éponyme en février 2011, suivi en novembre 2012 par Our House Over the Hill. Un album solo était prévu pour le printemps 2011, mais sa parution est reportée à une date ultérieure. En avril 2011 sort le troisième album des Vivian Girls, Share the Joy, enregistré dans le studio du groupe Woods.
En janvier 2014, le groupe annonce sa séparation sur les réseaux sociaux. Les trois derniers concerts du groupe ont lieu à Los Angeles (14 février) et New York (1er et 2 mars). Katy Goodman continue avec son groupe La Sera dont le troisième album Hour of the Dawn est annoncé pour le 12 mai 2014. Cassie Ramone et Ali Koehler poursuivent leurs activités dans le groupe The Babies. Ali Koehler est également chanteuse/guitariste du groupe Upset dans lequel Patty Schemel (ex-Hole) joue de la batterie.
Le groupe se réunit en octobre 2015 pour jouer deux chansons au mariage de la bassiste Katy Goodman.

## Style musical et influences
La guitariste Cassie Ramone et la bassiste Kickball Katy se sont rencontrées lors d'un concert du groupe Weezer, alors qu'elles étaient toutes les deux à l'université. Le nom de scène de la guitariste vient de son penchant pour la chanson Rock 'n' Roll High School des Ramones. Le trio, qui tire son nom du récit The Story of the Vivian Girls de l'écrivain Henry Darger, revendique l'influence de Nirvana et des Wipers, mais cite également le compositeur américain Burt Bacharach,.
Vivian Girls est un trio guitare/basse/batterie, les trois musiciennes pouvant jouer de chaque instrument. Le groupe cherchait initialement à jouer des titres courts de manière très rapide (« When we started out, we just wanted to be a really, really fast band with really short songs. »), c'est surtout le cas sur le premier album, dont les dix morceaux dépassent rarement les deux minutes. Le son des Vivian Girls est marqué par l'emploi d'effets sonores comme le feedback et la réverbération, notamment utilisés sur les voix,.
Leur musique est décrite dans la presse comme un croisement entre le style « garage » de groupes comme The Gun Club et Wipers et les harmonies vocales des girl groups des années 1960 comme les Shangri-Las. Les journalistes effectuent également des rapprochements avec Shop Assistants, groupe écossais mixte des années 1980,,.

## Discographie

### Albums studio
- 2008 : Vivian Girls (Mauled by Tigers / In the Red)
- 2009 : Everything Goes Wrong (In the Red)
- 2011 : Share the Joy (Polyvinyl Record Co.)
- 2019 : Memory (Polyvinyl Record Co.)

### Singles
- 2008 : Wild Eyes (2008, Plays with Dolls / Wild World)
- 2008 : Tell the World (2008, Woodsist)
- 2008 : I Can't Stay (2008, In the Red)
- 2008 : Surfin Away and Second Date (2008, Wild World)
- 2009 : Moped Girls (2009, For Us)
- 2010 : My Love Will Follow Me (2010, Wild World)